# راي لاسع جاوي
الراي اللاسع الجاوي (الاسم العلمي: Urolophus javanicus) كان نوعًا من الراي اللاسع من عائلة الراي اللاسع الدائري، معروف فقط من عينة أنثى واحدة يبلغ طولها 33 سم (13 بوصة) تم اصطيادها قبالة سواحل جاكرتا في إندونيسيا. يتميز هذا النوع بقرص زعنفة صدرية بيضاوية الشكل أطول من عرضها، وذيل ذو زعنفة ظهرية أمام العمود الفقري اللاذع والزعنفة الذيلية. لونه بني من الأعلى، مع وجود بقع داكنة وأفتح. قام الاتحاد الدولي للحفاظ على الطبيعة بإدراج الراي اللاسع الجاوي على أنه منقرض؛ ولم يتم تسجيله منذ اكتشافه قبل أكثر من 150 عامًا، ويتعرض نطاقه لضغط صيد كثيف وتدهور الموائل.